# Botanischer Garten der Universität Wien

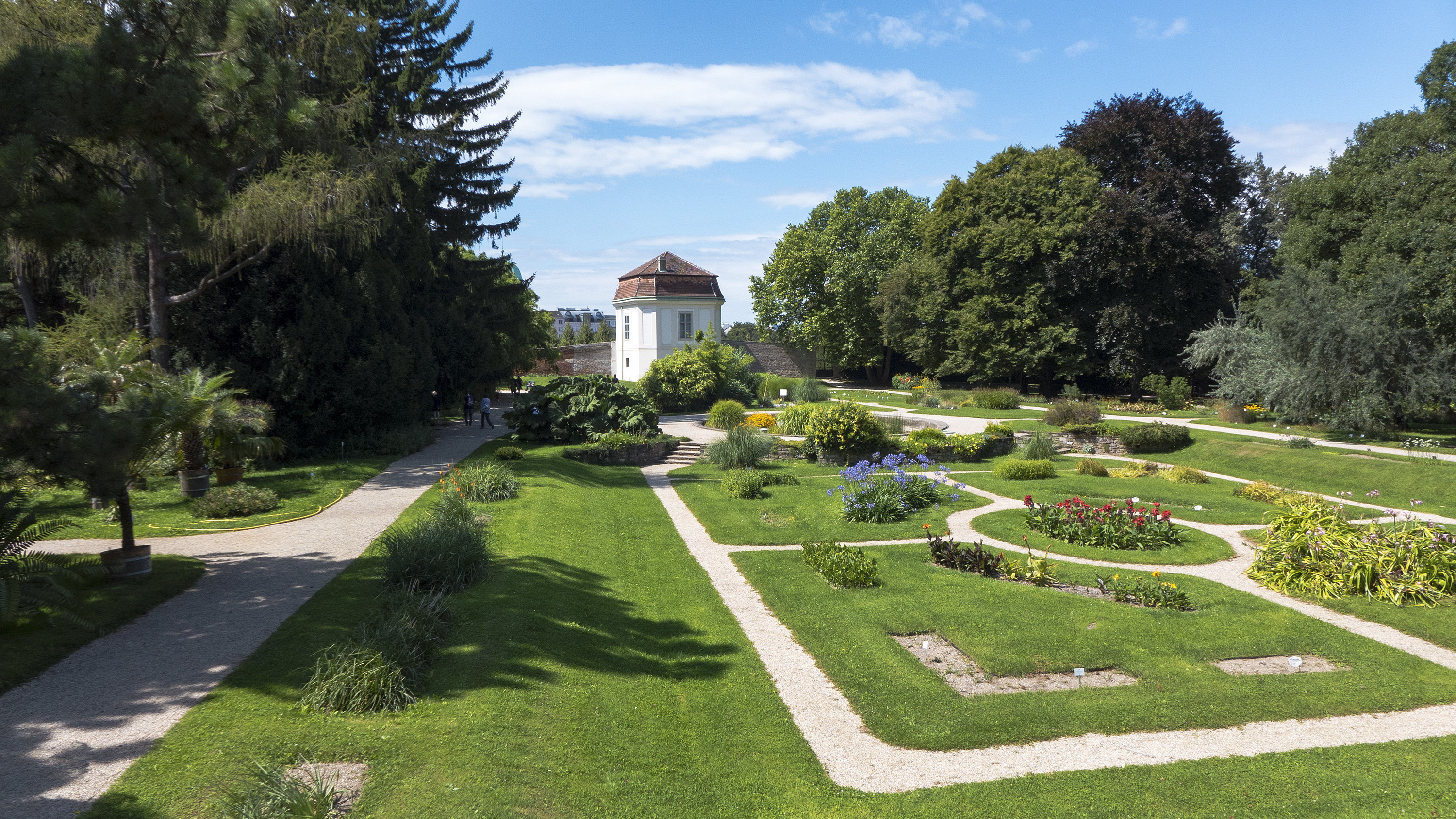
Der Botanische Garten der Universität Wien

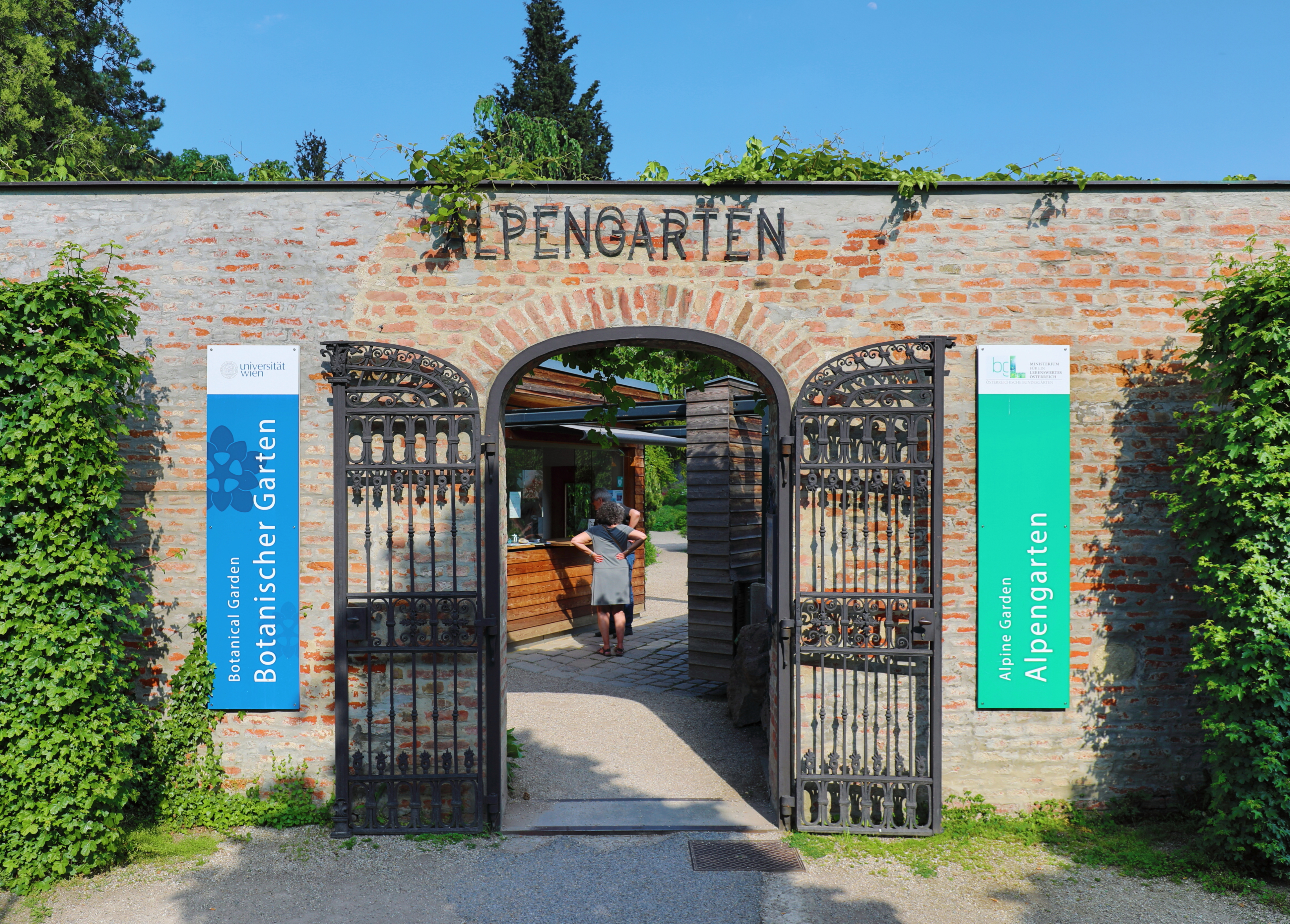
Südlicher Eingang zum Botanischen Garten und Alpengarten beim Oberen Belvedere

Der Botanische Garten der Universität Wien (lateinisch Hortus Botanicus Vindobonensis, kurz HBV) ist ein 1754 gegründeter Botanischer Garten im 3. Wiener Gemeindebezirk Landstraße.
Der Botanische Garten ist eine Einrichtung („Core Facility“) der Fakultät für Lebenswissenschaften der Universität Wien und liegt hinter dem Department für Botanik und Biodiversitätsforschung am Rennweg. Er ist rund 8 ha groß, mit 1500 m² Gewächshausfläche, und beherbergt etwa 11.500 Arten.
Der Botanische Garten zählt zu seinen Aufgaben unter anderem die universitäre Forschung und Lehre, die Erhaltung bedrohter Pflanzenarten und den Samen- und Pflanzenaustausch mit anderen Institutionen. Ein großer Teil des an den Belvederegarten angrenzenden Gartens ist öffentlich zugänglich und dient daher im innerstädtischen Bereich auch als Naherholungsgebiet. Von den Gewächshäusern ist nur das zentral im Gewächshauskomplex liegende Tropenhaus für die Öffentlichkeit zugänglich.

## Geschichte

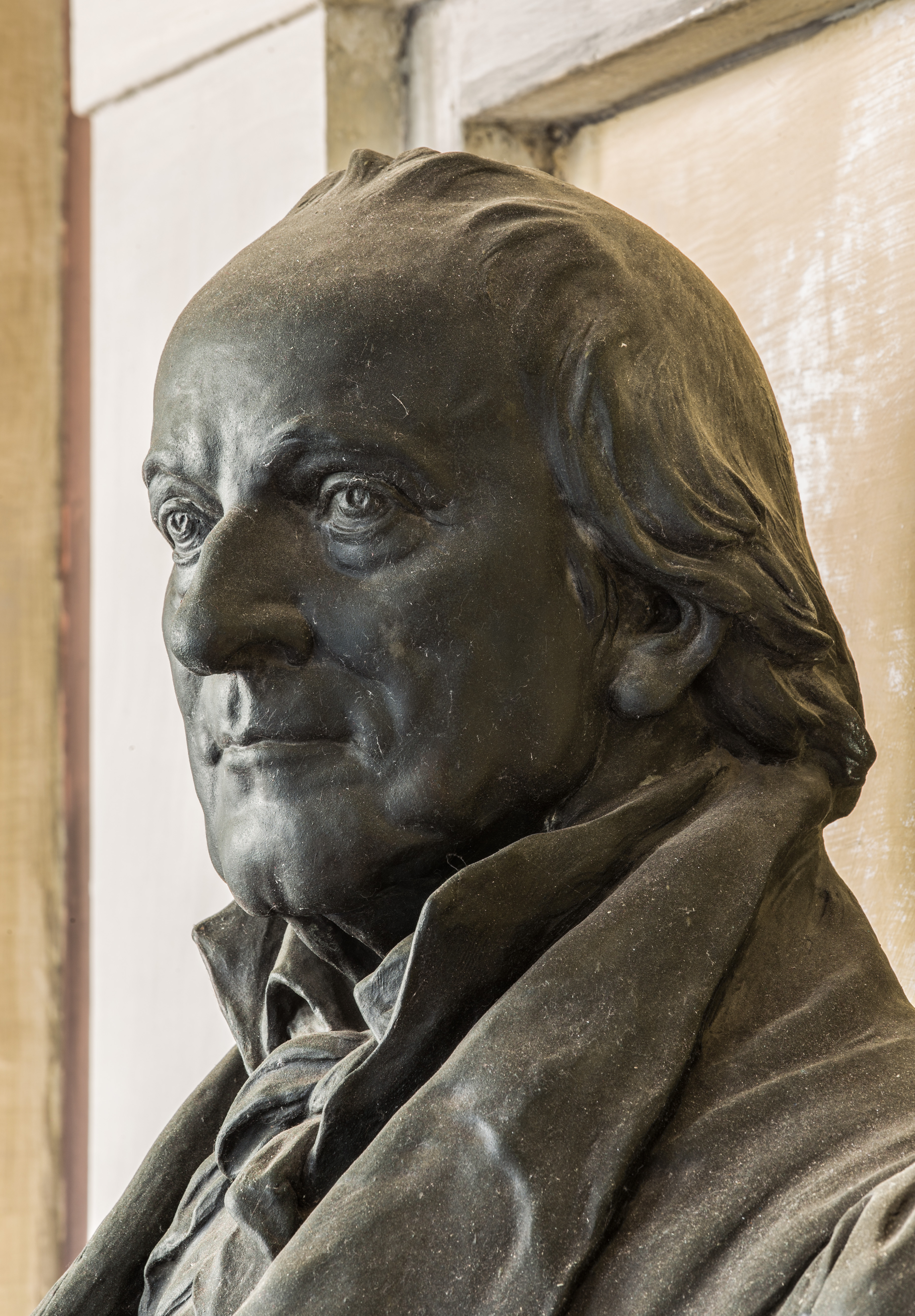
Nikolaus Joseph Freiherr von Jacquin; Arkadenhof, Universität Wien

Der Botanische Garten wurde 1754 als ein „Hortus Medicus“ (Medizinalpflanzengarten) auf 1 ha Fläche gegründet. Hierzu ließ Maria Theresia – auf Anregung ihres Leibarztes Gerard van Swieten – am Rennweg ein 2 ha großes Grundstück ankaufen. Den Auftrag zur Planung und Gestaltung erhielt Robert Laugier (1722–1793), der sich seit 1749 in Wien befand. Nach dem erfolgten Erwerb des Grundstückes wurde Laugier erster Gartendirektor (diese Position hielt er von 1754 bis zu seinem Rücktritt 1768 inne) sowie erster Inhaber der Lehrstühle für Botanik und Chemie, die neu geschaffen wurden.
In der Folge entwickelte er sich zu einem wissenschaftlich orientierten Botanischen Garten, die Pflanzen wurden nach dem Linnéschen System angeordnet. Nachfolger Laugiers als Direktor wurde Nikolaus Joseph von Jacquin (Direktor 1768–1796). Damals beherbergte der Garten etwa 8.000 Arten, das Areal wurde auf rund 7,8 ha vergrößert. Jacquins Sohn Joseph Franz von Jacquin wurde sein Nachfolger als Direktor (1796–1839).
Ab 1841 wurde das Freiland in Anlehnung an den englischen Gartenstil nach dem System von Stephan Ladislaus Endlicher, der von 1839 bis 1849 Direktor war, neugestaltet. Es wurde eine offizinelle Abteilung mit 196 Beeten angelegt und 1844 wurde das Botanische Museum fertig gestellt. 34 Jahre später mussten allerdings das gesamte Herbar und Teile der Bibliothek an das neu errichtete Naturhistorische Museum Wien abgegeben werden. Obergärtner Josef Dieffenbach setzte die Neugestaltung des Gartens im Sinne Endlichers fort. Zu dieser Zeit wurde das für europäische Botanische Gärten neue Konzept der pflanzengeographischen Gruppen entwickelt.
Von 1883 bis 1890 wurde die Jacquingasse angelegt, wodurch die Gartenfläche auf etwa 6 ha verringert wurde. 1890–1893 wurde unter Direktor Anton Kerner von Marilaun (1878–1898) die Gewächshausanlage mit Tropenhaus erbaut. 1904/05 erfolgte der Neubau des Botanischen Institutes und Anlage der biologischen Gruppen.
1930 wurde der Botanische Garten um den so genannten Host'schen Garten am südlichen Ende erweitert; dadurch erreichte der Garten seine heutige Größe von rund 8 ha. Der angrenzende Alpengarten verblieb beim Belvederegarten. Direktor von 1899 bis 1931 war Richard von Wettstein. Zu Beginn der 40er Jahre wurde unter Direktor Fritz Knoll (1931–1945) das Alpinum auf seiner aktuellen Fläche neu angelegt.
Bombenschäden während des Zweiten Weltkrieges, aufgrund der Nähe zum Südbahnhof (über 40 Treffer), machten den Abriss des Botanischen Museums und die Fällung von über 200 Bäumen notwendig. Bis in die 1970er Jahre erfolgte unter Direktor Lothar Geitler (1945–1969) die Beseitigung der Kriegsschäden und der Wiederaufbau der Sammlungen.
1970 wurde der Host'sche Garten für Besucher geöffnet. 1975 begann die Generalsanierung des Institutsgebäudes (bis 1992) und der Gewächshäuser. In den 80er Jahren wurden das Experimentalhaus gebaut und neue Experimentalflächen angelegt. 1991 wurde der Verein der Freunde des Botanischen Gartens gegründet.
Ab 1995 wurde die Sanierung der Gewächshäuser fortgesetzt und das Tropenhaus für die Bevölkerung geöffnet. Die Kanarengruppe wurde errichtet und die Gruppe der Flora Österreichs ausgebaut.
Der Botanische Garten wurde im März 2010 an den Wochenenden geschlossen. Die Universität Wien begründete die Schließung damit, dass Naherholung nicht zu den Kernaufgaben der Universität gehört und so 45.000 € an Personalkosten eingespart werden können. Im April 2010 konnte der Garten auch an den Wochenenden wieder geöffnet werden, durch Firmensponsoring wurden die Personalkosten finanziert. Seitdem ist der Garten, mit Ausnahme der Zeit zwischen dem 24. Dezember und 6. Jänner sowie bei Schlechtwetterlagen, täglich geöffnet.
Im Januar 2011 ist der Botanische Garten zur „Core Facility Botanischer Garten“ geworden und ist dadurch nun eine Einheit der Fakultät für Lebenswissenschaften und nicht mehr dem heutigen Department für Botanik und Biodiversitätsforschung zugeordnet.
Im Freiland wurde Ende 2015 damit begonnen die systematische Gruppe nach dem APG III System anzuordnen. Um die historische Komponente der Gruppe zu erhalten, wurde am 1. Juli 2015 der „Endlicher-Fenzel-Kerner Weg“ eröffnet. Dort ist die systematische Gruppe weiterhin nach den Systemen angeordnet, die von den drei ehemaligen Gartendirektoren erdacht oder beeinflusst wurden.

### Host’sche Garten
Das zwischen 1700 und 1721 von Eugen von Savoyen gebaute Schloss Belvedere wurde 1726 um eine Menagerie und einen Küchengarten erweitert. Nach dem Tod von Prinz Eugen im Jahr 1736 verkauften dessen Nachfahren die Anlage an Kaiserin Maria Theresia.

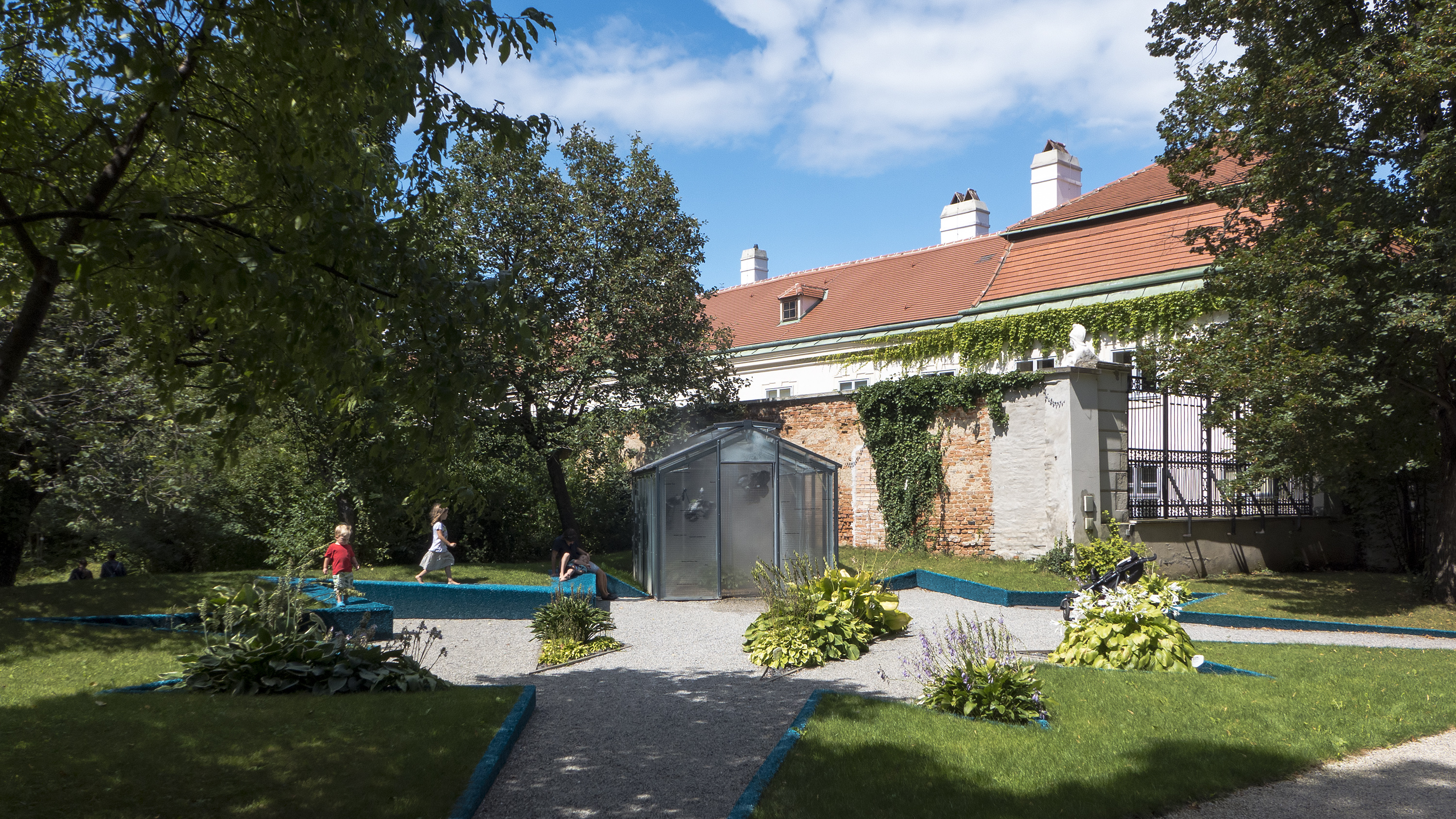
Ehemalige Grenze zwischen Host’schen Garten und Botanischem Garten, mit der Kunstinstallation „Hosta Superstar“

Nikolaus Thomas Host, damals kaiserlicher Rat, schlug 1792 Kaiser Franz II. vor, auf dem Gelände des ehemaligen Küchengartens einen Garten Flora austriaca vivia (Garten der Kronländer) anzulegen. Diese Idee wurde vom Kaiser 1793 umgesetzt und Host zum ersten Direktor dieses Gartens ernannt. Der Garten umfasste zunächst Bäume und Arzneipflanzen aus der privaten Sammlung von Host, wurde aber im Laufe der Zeit immer weiter ausgebaut. Vor allem Pflanzen aus Tirol, der Steiermark, Kärnten sowie Istrien und Dalmatien fanden hier ihren Platz.
1918 wurde die Republik Österreich Besitzer des Belvedere und der Garten der Kronländer wurde ab diesem Zeitpunkt vom Botanischen Garten verwaltet. 1930 wurde der Garten dann offiziell Teil des Botanischen Gartens der Universität Wien und der Bereich wird seitdem „Host’scher Garten“ genannt. Der Alpengarten verblieb im Besitz der Republik und wird von den Bundesgärten verwaltet. Der Host’sche Garten war zu dieser Zeit zwar Teil des Botanischen Gartens, blieb aber bis 1970 für die Öffentlichkeit gesperrt. Seit den 1990ern werden in diesem Teil des Gartens wieder schwerpunktmäßig Pflanzen gezeigt, die in Österreich vorkommen.
Am ehemaligen Übergang zwischen dem Garten der Kronländer und dem Botanischen Garten befindet sich eine umfangreiche Sammlung von Wildarten der Gattung Hosta, die nach Host benannt wurde, und die Kunstinstallation „Hosta Superstar“.

### Botanisches Museum und Herbarium

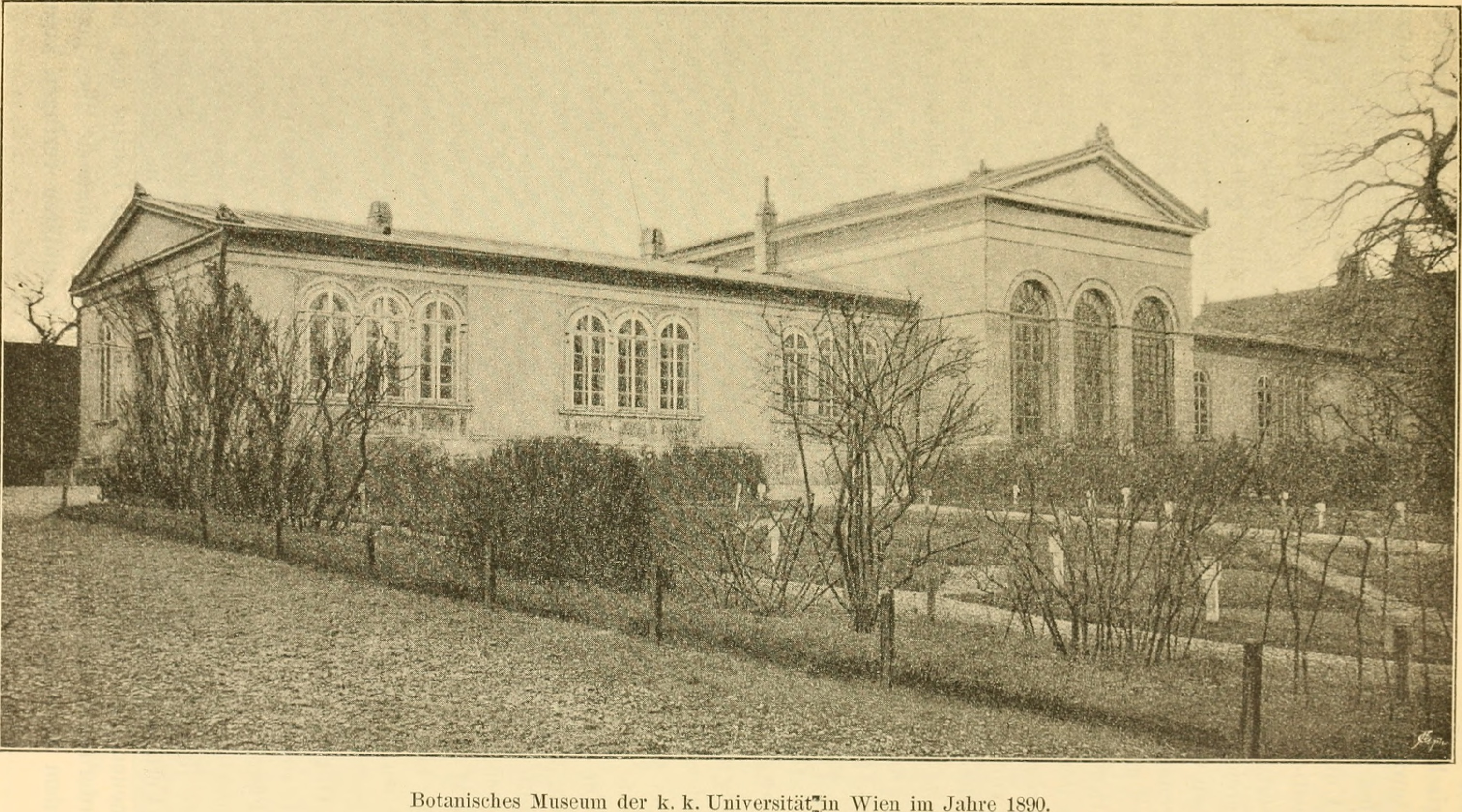
Das Museum 1890

1840 wurde der bisherige Kustos des k.u.k. Hof-Naturalienkabinett, Stephan Endlicher, zum Professor für Botanik und Direktor des Botanischen Gartens berufen. Sofort drängte er auf den Bau eines Gebäudes, welches die, mangelhaft untergebrachte, botanische Sammlung des Naturalienkabinetts aufnehmen konnte. Nach zwei Jahren Bauzeit wurde das botanische Museum 1844 fertig gestellt. Neben dem Herbar des Gartens und den im Garten geernteten Früchten und Samen beherbergte es auch einen Hörsaal. 1845 wurde dann die botanische Sammlung und Teile der Bibliothek aus dem Naturalienkabinett in das Botanische Museum verlegt.
Als Eduard Fenzl 1878 in den Ruhestand trat, wurde die Leitung des k.u.k. Botanischen Hofkabinetts von der des Botanischen Gartens gelöst. In Folge musste das gesamte Herbar (340.000 Belege), inklusive der Belege die dem Garten gehört hatten, an das Hofkabinett und das neu gebaute Naturhistorische Museum Wien abgegeben werden. Große Teile der Bibliothek, die karpologischen und dendrologischen Objekte sowie die Feuchtpräparate verblieben allerdings im Garten. Die Teilung der Sammlung und Überführung des Herbar in das Naturhistorische Museum war erst 1884 abgeschlossen.
Der Botanische Garten bemühte sich ein neues Herbar aufzubauen, dies gelang durch Ankauf, Schenkungen und Tausch. 1881 wurde das Exsikkatenwerk Flora exsiccata Austro-Hungarica aufgelegt, dass Pflanzen aus Österreich-Ungarn enthielt – jedes Jahr wurden vier Centurien gegen andere Herbarbelege getauscht. Das Herbar wuchs so sehr rasch und bereits 1891 umfasste es wieder über 100.000 Belege. In der Folge wurde die botanische Sammlung, vor allem durch Forschungsreisen und Schenkung wertvoller Privatsammlungen, immer erweitert. Spätestens ab 1901 war die Sammlung und das Herbar so umfangreich, dass sie zu großen Teilen im Institut gelagert wurde.
Während des Zweiten Weltkrieges wurden das Herbar und die Sammlung in den Kellern benachbarter Gebäude aufbewahrt, einige Teile blieben aber auch im Botanischen Museum. Als der nationalsozialistische Vorstand des Gartens und des Botanischen Institutes, Fritz Knoll, 1944 von der Zerstörung des Botanischen Museums in Berlin erfuhr, schenkte er dem Museum vier Kisten mit Material aus der Sammlung. Diese wurden zunächst an den Bergungsort des Museums gebracht und erreichten erst 1948 Berlin. Ebenfalls 1944 wurden zwei Kisten mit Herbarbelegen nach Chicago verschifft, diese wurden aber auf dem Weg dorthin vernichtet. Die Hintergründe und der genaue Inhalt der Kisten sind allerdings unbekannt. Am 13. Februar 1945 wurde auch das Museum im Botanischen Garten der Universität Wien schwer beschädigt und der linke Flügel nahezu vollständig zerstört. Aus finanziellen Gründen entschied man sich 1951 für den Abriss des Museums, was von einigen bedauert wird. So schreibt Eva Schönbeck-Temesy 1992 für die Zoologisch-Botanische Gesellschaft:
„Damit war eine dreifache Geburtsstätte, jene der Pflanzensammlung der Universität, des berühmten Herbars des Naturhistorischen Museums und jene der Zoologisch-botanischen Gesellschaft, vernichtet.“
Seitdem wird das Herbarium (Herbarium Code: WU) im Department für Botanik und Biodiversitätsforschung gelagert und ist diesem, auch nach der Abtrennung des Gartens als eigene Einheit, zugeordnet. Es wird laufend erweitert und umfasst heute 1,4 Millionen Belege. Zum Vergleich: das umfangreichste Herbar der Welt im Muséum national d’histoire naturelle (Herbarium Code: P, PC, PAT, PCU) umfasst 10 Millionen Belege und das Naturhistorische Museum Wien (Herbarium Code: W) besitzt mit 5,5 Millionen Belegen das siebtgrößte Herbar.
An der Stelle, an der das Botanische Museum stand, fand die genetische Schaugruppe ihren Platz und später wurde auch das Zelt der Bildungseinrichtung „Grüne Schule“ des Gartens dort aufgestellt. Derzeit plant der Botanische Garten dort wieder ein Gebäude zu errichten. Dies soll der Grünen Schule eine witterungsunabhängige Durchführung von Veranstaltungen ermöglichen.

### Liste der Gartendirektoren
Ausgangsreihung ist chronologisch.
| Direktor                    | Zeit      |
| --------------------------- | --------- |
| Robert Laugier              | 1754–1768 |
| Nikolaus Joseph von Jacquin | 1768–1796 |
| Joseph Franz von Jacquin    | 1796–1839 |
| Stephan Endlicher           | 1840–1849 |
| Eduard Fenzl                | 1849–1878 |
| Anton Kerner von Marilaun   | 1878–1898 |
| Richard Wettstein           | 1898–1931 |
| Fritz Knoll                 | 1931–1945 |
| Heinrich Lohwang            | 1945      |
| Josef Kisser                | 1945–1946 |
| Lothar Geitler              | 1947–1969 |
| Friedrich Ehrendorfer       | 1970–1995 |
| Michael Hesse               | 1995–1997 |
| Tod Stuessy                 | 1997–2005 |
| Michael Kiehn               | 2006+     |

## Gartenstruktur
Der Botanische Garten zeigt im Freiland Pflanzen in zehn verschiedenen Schaugruppen, die im Gartenplan farblich markiert sind. Zusätzlich zu den Schaugruppen gibt es im Freiland noch Wiesenflächen, Wasserbecken und Betriebsflächen. In der Nähe des Haupteinganges steht der Gewächshauskomplex und das Experimentalgewächshaus.

### Schaugruppen

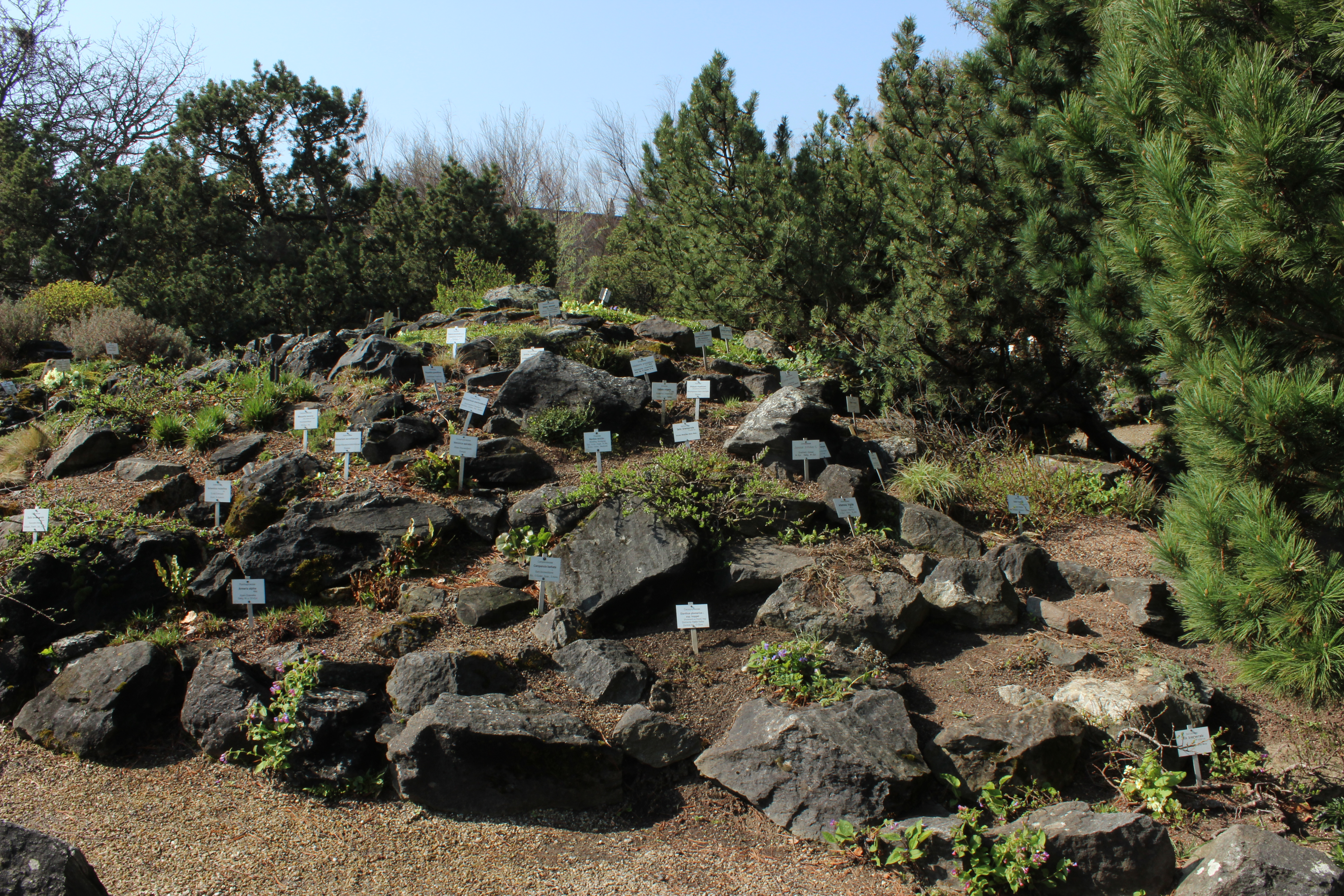
Alpinum

Das Alpinum befindet sich direkt am Haupteingang des Gartens. Dort werden auf ungefähr 1.000 m² über 800 Arten kultiviert. Schwerpunkt sind montan, subalpin und alpin verbreitete Pflanzen aus den Alpen, es werden aber auch Pflanzen aus anderen Gebirgen Europas und Asien gezeigt. Das Alpinum ist in kleine Untergruppen unterteilt, die Standortansprüche oder geographische Verbreitung von Pflanzen verdeutlichen. In dieser Schaugruppe werden auch Pflanzen gezeigt, an denen derzeit am Department für Botanik und Biodiversitätsforschung/Division of Systematic and Evolutionary Botany geforscht wird.
Arboretum

Im gesamten Gebiet des Gartens gibt es, zum Teil, sehr alte Bäume. Die Bezeichnung Arboretum oder Gehölzsammlung beschreibt hier allerdings das Areal im südlichen Teil des Gartens. Insgesamt gibt es im Garten 850 Bäume, bei rund 600 unterschiedlichen Arten. Im Bereich der Gehölzgruppe sind vor allem die Arten zu finden, die aus den ehemaligen Kronländern stammen. Im Süden des Arboretums gibt es eine Rhododendron-Sammlung.
Geografische Gruppe

Die geografische Gruppe liegt im nordwestlichen Teil des Gartens und damit im heute nicht mehr öffentlich zugänglichen Teil. Die Gruppe wurde kurz vor Ende des 19. Jahrhunderts angelegt und musste mittlerweile in weiten Teilen den Kulturflächen für Forschung und Lehre weichen.
Heil-, Nutz- und Giftpflanzen-Gruppe

Die Heil-, Nutz- und Giftpflanzen-Gruppe ist die älteste thematische Gruppe, wurde aber im Laufe der Zeit dreimal neu angelegt. Sie liegt derzeit entlang der Jacquingasse im Osten des Gartens. Die gezeigten ca. 360 Arten dienen vor allem der Lehre, universitär und außer-universitär.
Kalthausgruppe

Im Winter stehen diese Pflanzen im sogenannten „Kalthaus“ am Haupteingang, das für die Öffentlichkeit nicht zugänglich ist. Im Sommer stehen die Pflanzen, ungefähr 150 Arten, auf mehreren Flächen im Bereich des Haupteingangs. Die dort gezeigten, vor allem holzigen, Pflanzen haben gemeinsam, dass sie zwar keine hohen Temperaturen oder Luftfeuchtigkeit benötigen, aber nicht frostresistent sind.
Koniferetum

Im Koniferetum werden nacktsamige Gehölze, vor allem Nadelhölzer, gezeigt. Dort ist auch die Sammlung der Farne und ein Totholz-Areal angesiedelt.
Ökologische, morphologische und genetische Gruppe

Die Gruppe befindet sich in der Nähe des Haupteinganges und zeigt auf ca. 300 m² unterschiedliche Strategien von Pflanzen mit z. B. Bestäubung oder Ausbreitungsökologie umzugehen. In der genetischen Gruppe werden Themen wie Hybridisierung behandelt.

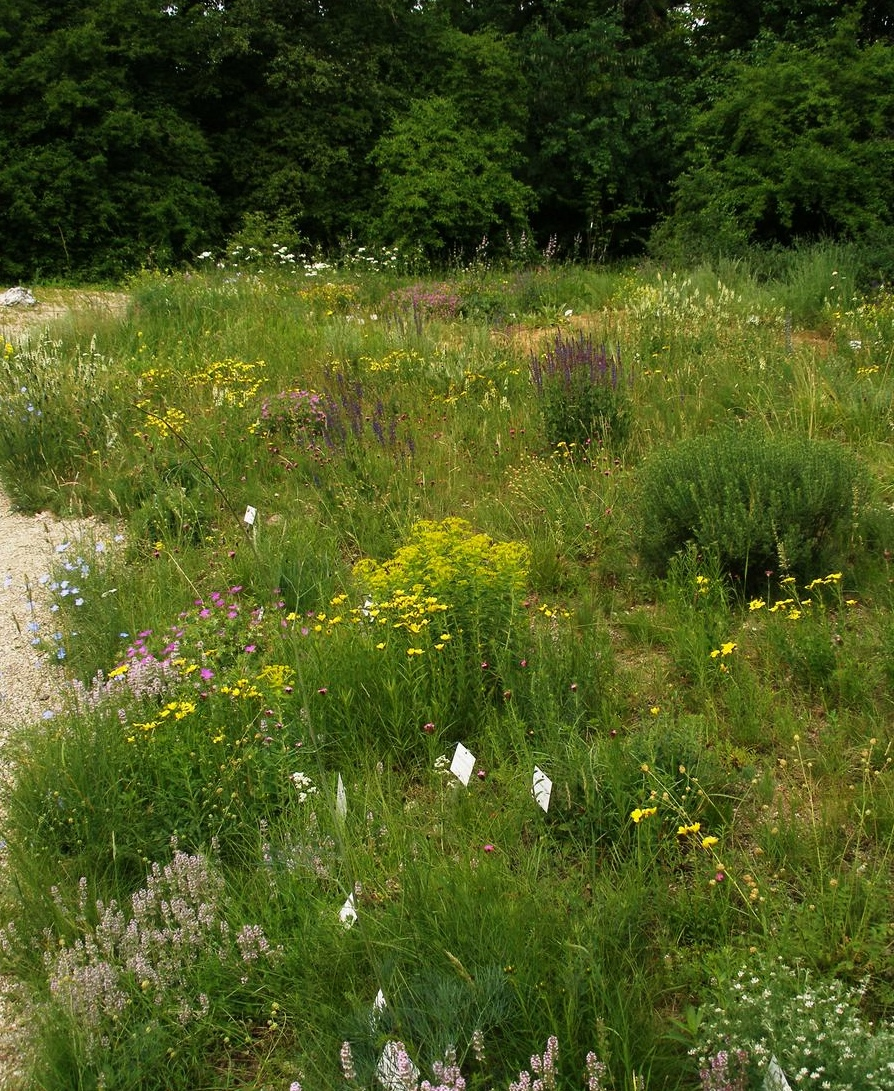
Pannonische Gruppe

Die im südlichen Teil des Gartens gelegene Gruppe zeigt die in Österreich heimischen Arten der Pannonische Florenprovinz. Diese bedrohte Trockenvegetation aus dem Osten Österreichs wird den Besuchern im Botanischen Garten nicht nur präsentiert, sondern von einigen Arten gibt es auch Erhaltungszuchten. Dazu gehört zum Beispiel der stark gefährdete Österreichische Drachenkopf. Teilweise stehen aus optischen Gründen Pflanzenetiketten nur am Rand des Weges und nicht in der Gruppe.
Sukkulenten-Schaugruppe

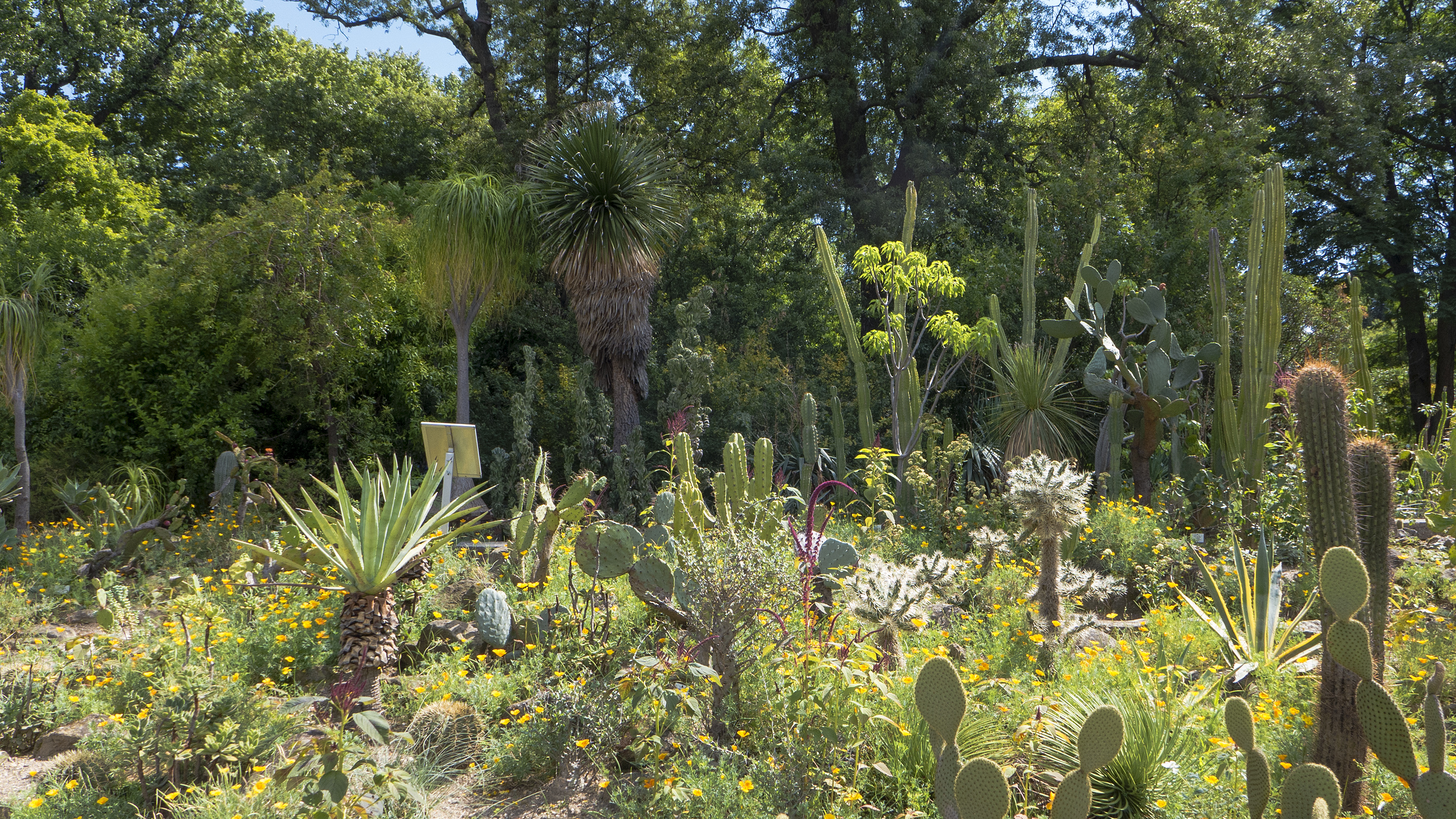
Sukkulenten, Freilandareal

In der Sukkulenten-Gruppe direkt am Haupteingang werden insgesamt 150 Arten aus der Alten Welt und der Neuen Welt gezeigt. In der Schaugruppe können daher häufig miteinander verwechselte Taxa, wie Aloen und Agaven oder Kakteen und Sukkulente, verglichen werden. Die Pflanzen sind nur im Sommer im Freiland zu sehen und im Winter im gegenüberliegenden Gewächshaus untergebracht. Das Gewächshaus ist nicht für die Öffentlichkeit zugänglich, aber eine Sichtscheibe am westlichen Ende erlaubt einen Blick in das Gewächshaus.
Systematische Gruppe

Die systematische Gruppe nimmt den größten Teil des Gartens ein und ist noch einmal in Untergruppen geordnet. Systematische Gruppen sind in Botanischen Gärten, die Teil einer Universität sind, häufig ein wichtiger Bestandteil, da sie nach Verwandtschaft angeordnet sind. Die Forschung an Verwandtschaften hat an der Universität Wien eine lange Tradition und dementsprechend groß ist diese Gruppe. Sie ist allerdings nicht nur wegen ihrer Größe bedeutsam, sondern auch wegen ihrer wissenschaftshistorischen Bedeutung. Die Gruppe wurde von Stephan Endlicher auf Basis von Abstammung angelegt und das 20 Jahre bevor Charles Darwin On the origin of Species veröffentlichte.
Die systematische Gruppe wird seit dem Winter 2015 nach dem APG III System neu strukturiert. Dadurch soll der moderne Stand der Taxonomie abgebildet werden. Von der, voraussichtlich Ende 2016 abgeschlossen, Umstrukturierung sind vor allem krautige Pflanzen und Sträucher betroffen. Bäume werden bei Bedarf neu gepflanzt, der Altbestand bleibt aber unverändert. Um die historische Komponente zu erhalten, ist auf einem der Wege, dem „Endlicher-Fenzel-Kerner Weg“, die historische Struktur weiterhin sichtbar. Dies betrifft zum einen die taxonomische Anordnung, zum anderen wurde aber auch die ursprüngliche Art der Präsentation wieder hergestellt.

### Wiesenflächen
Im Botanischen Garten gibt es, besonders in der systematischen Gruppe, zahlreiche Wiesenflächen. Diese werden als ein wichtiger Bestandteil des Gartenkonzeptes angesehen. In den Wiesen lassen sich sowohl heimische Arten als auch aus den Beeten „eingewanderte“ Arten finden. Die hohe Diversität an Pflanzen und Tieren wird auch durch ein spezielles, auf den Garten abgestimmtes, Mahd-Regime gefördert, in einigen Flächen findet eine erste Mahd erst Anfang Juni statt. Dadurch wird z. B. Frühjahrsblühern genügend Zeit gegeben und im Frühjahr gibt es im Garten große Bestände von Galanthus nivalis.
Die Wiesen haben aber auch eine wichtige Funktion in der Lehre, als Anschauungsmaterial und zur Präsentation unterschiedlicher Ökosysteme. Um das Bewusstsein für heimische Wiesen zu verbessern gibt es seit einiger Zeit mit der Königstettener Wiese eine für den Wienerwald typische Wiese. Auch bei der als Schaugruppe geführten pannonischen Gruppe handelt es sich um eine Wiesenfläche.

### Wasserbecken

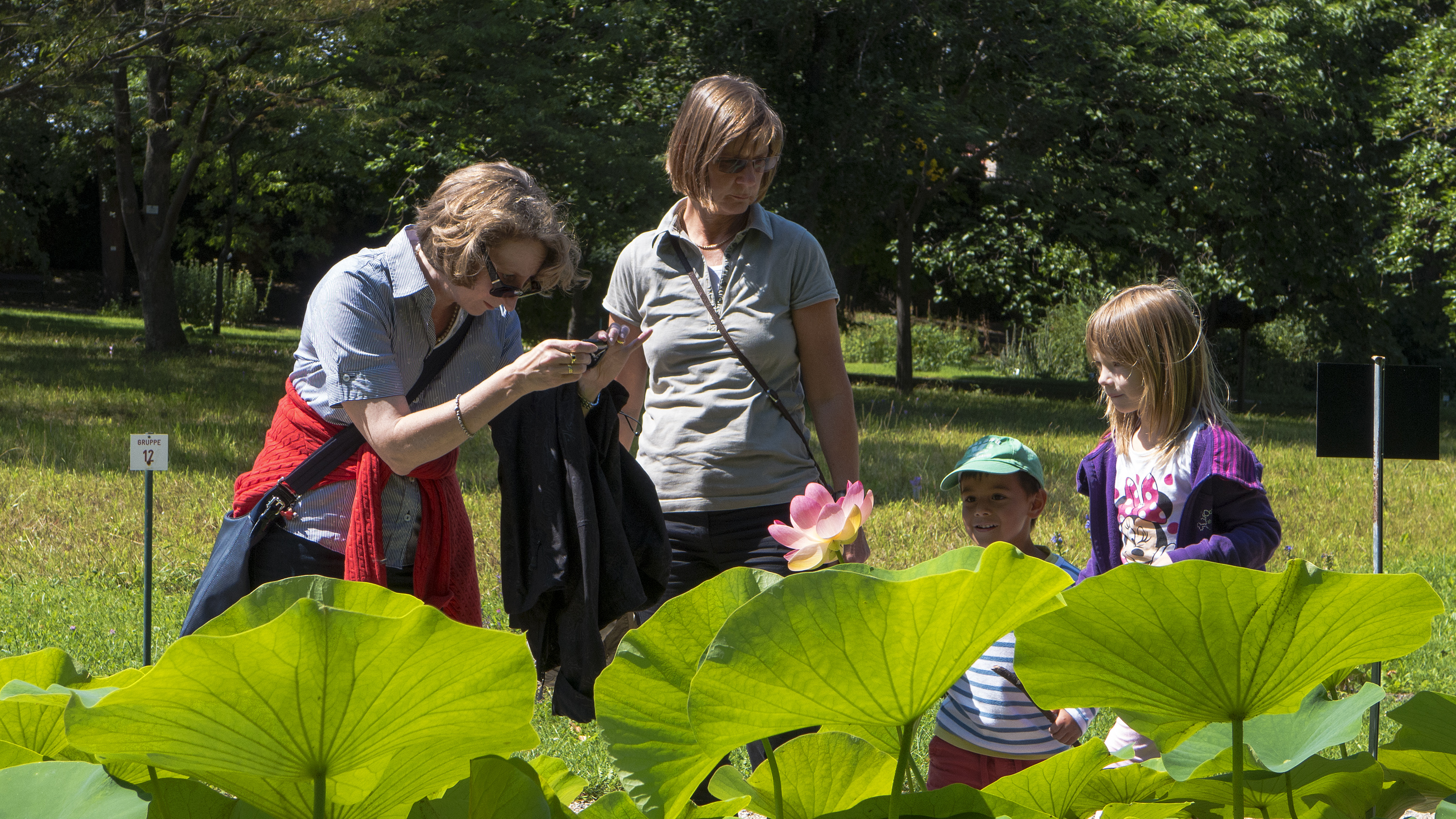
Besucher im Botanischen Garten; Lotosbecken

Im Botanischen Garten gibt es mehrere kleine Teiche bzw. Feuchtstellen, z. B. im Alpinum, Host´sche Garten und am Eingang Alpengarten, und mehrere Wasserbecken. Die meisten Wasserbecken sind nur im Sommer besetzt und im Winter mit Laub aufgefüllt. Das größte Becken befindet sich zwischen der systematischen Gruppe und dem Koniferetum. Diese Becken ist zwar noch in seiner ursprünglichen Form vorhanden allerdings ist es seit dem Zweiten Weltkrieg undicht. Die Schäden wurden nie behoben und derzeit befinden sich darin mehrere kleine Becken mit Wasser- und Sumpfpflanzen. Dazu gibt es noch drei kleinere Becken, in ähnlicher Bauweise wie das Große, in denen jedes Jahr Nelumbo, Nymphaea und Nuphar lutea gezeigt werden. Ein weiteres Becken dieser Bauart befindet sich im nicht-öffentlichen Bereich. Das Victoria-Becken ist von anderer Bauart und befindet sich vor dem Tropenhaus. Bei dem, in den 70ern errichteten, Becken handelt es sich um einen Zweckbau und erinnert daher nicht an die repräsentativen Becken anderer Gärten. Dieses Becken kann nicht geheizt werden, weswegen im Herbst das Wasser abgelassen wird. Die gezeigte Victoria amazonica wird dementsprechend jedes Jahr neu ausgesät.

### Gewächshäuser

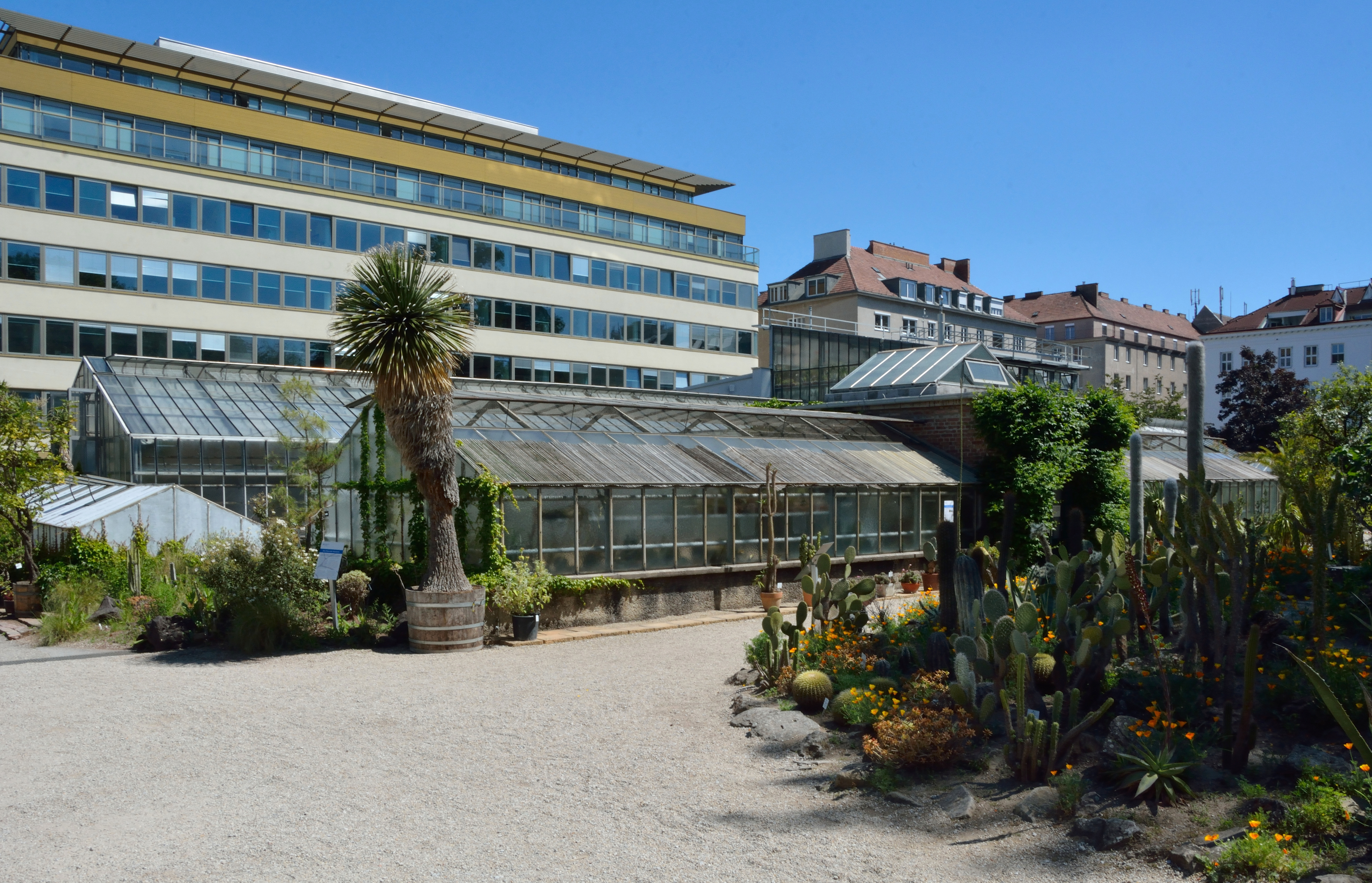
Gewächshäuser

Der Gewächshauskomplex besteht auf 1500 m² aus insgesamt 17 Gewächshäusern und schließt auch Büro- und Arbeitsräume ein. Der größte Teil der Gewächshäuser wurde zwischen 1890 und 1893 errichtet, lediglich einzelne Gewächshäuser wurden später gebaut. Mit Ausnahme des Tropenhauses sind die Gewächshäuser nicht frei zugänglich, es gibt aber zwei Sichtfenster, die einen Einblick in die Kakteen- und Orchideensammlung geben. In den Gewächshäusern befinden sich die wichtigsten Sammlungen des Botanischen Gartens und mit 17.000 Pflanzen von 6.500 Arten auch mehr als die Hälfte der Arten des Gartens. Teile der Sammlungen in den Gewächshäusern sind im Sommer im Freiland zu sehen, dazu gehören die Kalthauspflanzen, Kakteen und Sukkulente so wie die Palmfarne. Im Sommer finden im, dann leer stehenden, Kalthaus wechselnde Veranstaltungen statt. Ausgewählte Pflanzen aus den Gewächshäusern werden im Sommer auch in den Vitrinen präsentiert die vor den Gewächshäusern stehen.

### Betriebsflächen

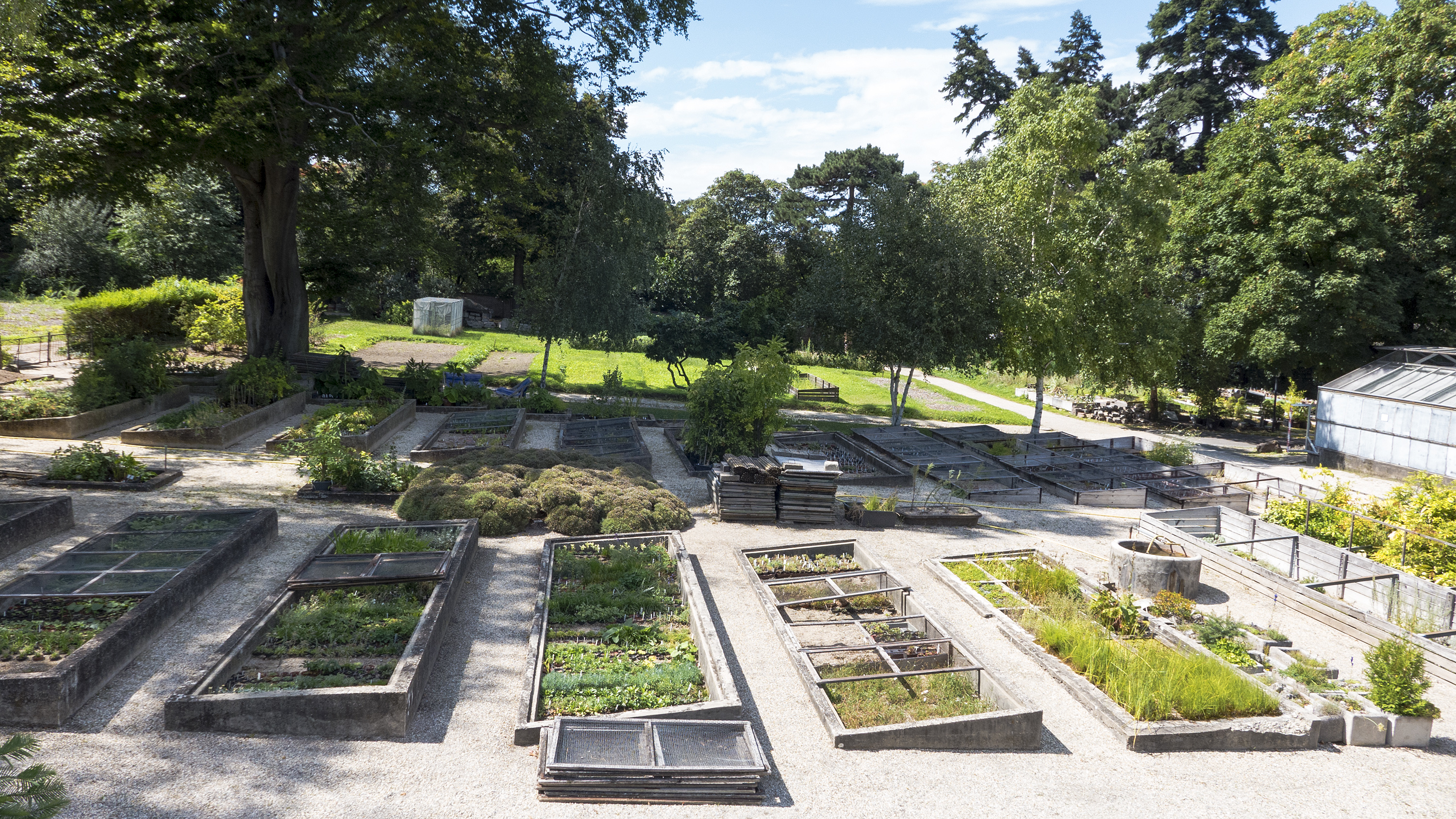
Aufzuchtbeete; nicht-öffentlicher Bereich

Der größte Teil der Betriebsflächen liegt in der Nähe des Haupteinganges hinter dem Department für Botanik und Biodiversitätsforschung. Auf diesen Flächen befinden sich neben einem Parkplatz und Betriebsgebäuden auch die Aufzuchtbeete für Pflanzen die im Garten gezeigt werden oder die in der Lehre oder Forschung verwendet werden. Dazu gehört auch das Experimentalgewächshaus, in dem Pflanzen stehen, die für die Forschung und Experimente am Department verwendet werden. Auf dem Gelände stehen auch die Reste der geografischen Gruppe und einige der Ältesten Bäume des Gartens. Neben dieser Fläche gibt es noch eine Betriebsfläche im Süden des Gartens, auf der sich der Kompost befindet. Die Betriebsflächen sind für die Öffentlichkeit nicht zugänglich.

## Bemerkenswerte Pflanzen
Die Amerikanische Klettertrompete (Campsis radicans) ist, wie der Name auch sagt, eine Kletterpflanze, die an einer Stütze empor wächst. Sie kann allerdings auch strauchförmig wachsen. Die großen strauchförmigen Exemplare im Botanischen Garten (Gruppe 7) sind dabei eine Besonderheit.
Die Baumpfeifenwinde (Aristolochia arborea) im Tropenhaus ist schon seit den 1990ern im Botanischen Garten in Kultur und die bemerkenswerten Blüten, die einen Pilz imitieren, sind fast jedes Jahr zu sehen. Die Stecklinge, der am Naturstandort eventuell schon ausgestorbenen Pflanze, stammen, wie bei fast allen Pflanzen in Europa, aus dem Botanischen Garten in Bogor.
Seit ungefähr 1950 gibt es im Botanischen Garten Orchideen des Verwandtschaftskreises Bulbophyllum. In den letzten 25 Jahren ist diese Sammlung ausgebaut worden und mit 400 Arten (2500 Pflanzen), von ca. 1.200 bekannten, ist sie mittlerweile weltweit eine der bedeutendsten. Einige Arten kann man im Tropenhaus sehen, der größte Teil der Sammlung befindet sich aber im nicht-öffentlichen Bereich.
Der winterharte Dreilappige Papau (Asimina triloba) ist eine in Nordamerika heimische Pflanzenart aus der Familie der Annonengewächse (Annonaceae). Die Früchte sind im Aroma mit der Cherimoya vergleichbar, haben jedoch keine Schuppen, sondern eine dünne glatte essbare Haut. Der Dreilappige Papau ist die einzige Annonenart, die in kühlem Klima gedeiht und somit vermutlich einzige im Aroma tropischen Früchten vergleichbare Frucht. Die Pflanze steht im Garten in Gruppe 31.
Bei einem der Ginkgo-Bäume (Ginkgo biloba) an der Hauptallee wurde ein Aufpfropfungsexperiment durchgeführt. Vor der Entdeckung des Genoms war nicht klar, wie das Geschlecht bestimmt wird. Daher wurde ein weiblicher Ast auf einen männlichen Baum gepfropft; wenn das Geschlecht durch Pflanzensäfte bestimmt würde, wäre der Ast männlich geworden. Da das Geschlecht im Genom festgelegt wird, blieb er weiblich.
Im Botanischen Garten gibt es in Gruppe 19, für das winterkalte Mitteleuropa, zwei ungewöhnlich große Exemplare des Mammutblatt (Gunnera manicata), in wärmeren Regionen können sie jedoch deutlich größer werden. In Wien werden sie im Winter durch einen Bau aus Holz, Schilfmatten und Laub geschützt. Tagsüber muss allerdings an wärmeren Wintertagen gut gelüftet werden.
Der Meergrüner Blattbambus (Phyllostachys viridiglaucescens) wächst im Botanischen Garten auf einer Fläche von ungefähr 300 m² und ist auf diesem Standort seit 1893 nachgewiesen. Dies ist die größte Bambus-Art die in Österreich winterhart ist, in kalten und langen Wintern können allerdings Vertrocknungen auftreten.
Im Botanischen Garten gibt es einige alte Bäume, einer der ältesten steht mittlerweile aber nicht mehr auf dem Gartengelände. Die Jacquin- oder Mozart-Platane (Platanus orientalis) ist ein Wiener Naturdenkmal und wächst vor dem Department für Botanik und Biodiversitätsforschung. Durch Grundstücksverschiebungen steht sie mittlerweile auf dem Gehsteig vor dem Department.
Eine botanische Besonderheit, die Astsymphyse kann an der Parrotie (Parrotia persica), Gruppe 4, im Garten gut beobachtet werden. Dabei wird durch Reibung zwischen zwei Ästen eine Verletzung der Rinde verursacht. Das nun in Kontakt stehende Gewebe kann dann verwachsen und ein dichtes Geflecht bilden.
1994 wurde in Australien die Wollemie (Wollemia nobilis) entdeckt, die bis dahin nur aus Fossilien bekannt war. Anlässlich der 250-Jahr-Feier des Botanischen Gartens der Universität Wien im Jahr 2004 bekam der Garten von Australien eine Wollemie geschenkt, dies war die erste Wollemie die auf dem europäischen Festland gezeigt wurde. Diese Pflanze ist mittlerweile als Dauerleihgabe im Palmenhaus Schönbrunn zu sehen. Im Garten ist die nicht winterharte Pflanze Teil der Kalthausgruppe.
Am 29. Mai 2022, 14.30 Uhr hat der Titanenwurz "Vollblüte" erreicht. Die Spitze erwärmt sich dabei und sendet unangenehmen Geruch aus. Die Öffnungszeiten der zwei Folgetage werden auf bis 23 Uhr ausgedehnt.

## Tiere im Garten
Innerstädtische Gärten sind häufig ein Rückzugsgebiet für viele Tiere. Um dies für den Botanischen Garten zu erfassen, gab es zwischen 2002 und 2004 Untersuchungen zu unterschiedlichen Tiergruppen.
Übersicht der 2002–2004 gefundenen Artenzahl im Botanischen Garten
| Tier-Artengruppe                | Artzahl                | Anmerkung                            |
| Boden-Mikroarthropoden          | 108                    | 10 Erstnachweise für Österreich (AT) |
| Epigäische Spinnen              | 45                     | –                                    |
| Weberknechte                    | 12                     | –                                    |
| Tausendfüßler und Bodeninsekten | 34                     | 4 Erstnachweise für AT               |
| Laufkäfer                       | 21                     | –                                    |
| Wanzen                          | 171                    | 2 Erstnachweise für AT, 11 für Wien  |
| Heuschrecken                    | 8                      | –                                    |
| Schmetterlinge                  | 104/davon 21 Tagfalter | 1 Erstnachweis für Wien              |
| Schwebfliegen                   | 24                     | –                                    |
| Wildbienen                      | 131                    | siehe Text unten                     |
| Gehäuseschnecken                | 7                      | –                                    |
| Kleinsäuger                     | 6                      | siehe Text unten                     |
| Vögel                           | 28                     | Sichtung des Blutspechtes            |

Bei der Erfassung der Kleinsäugerfauna wurden sechs verschiedene Arten gefunden (Gartenspitzmaus, Eichhörnchen, Feldmaus, Waldmaus, Östliche Hausmaus, Steinmarder). Nicht nachgewiesen werden konnten allerdings Igel und Ratten, es gibt aber Berichte über Sichtungen. Auch wenn es in Wien, im Vergleich zu anderen Großstädten, wenige Ratten gibt, ist es unwahrscheinlich, dass keine Ratten im Botanischen Garten vorkommen.

Im Botanischen Garten wurden 131 unterschiedliche Arten von Wildbienen nachgewiesen, es wurde allerdings geschätzt, dass es ca. 150 Arten geben könnte. 131 Arten sind ungefähr ein Fünftel der in Österreich heimischen Arten und auch im Vergleich zu anderen europäischen Botanischen Gärten ist die Artenzahl sehr hoch. Mit Bombus laesus konnte zwar eine Art nachgewiesen werden, die in Österreich seit den 1960ern als verschollen galt, allerdings konnten 14 Arten, die 1912 von Wettstein für den Garten beschrieben wurden, trotz intensiver Nachforschung nicht mehr gefunden werden.

Im Rahmen des Projektes wurden keine Reptilien erfasst, allerdings gibt es im Botanischen Garten mindestens eine Äskulapnatter. Wie das ungefährliche Tier in den Botanischen Garten gekommen ist, ist nicht bekannt.
Die relativ hohe Anzahl an Erstnachweisen für Österreich bzw. Wien sind vor allem auf im Vergleich schlecht untersuchte Gruppen zurückzuführen und weniger auf spezielle Substrate im Botanischen Garten.

## Artenschutzprojekte
Der Botanische Garten der Universität Wien engagiert sich sowohl im ex situ als auch im in situ Artenschutz, so wie in internationalen und nationalen Projekten. Für CITES ist der Botanische Garten österreichische Fachstelle für Pflanzenangelegenheiten und in Kooperation mit dem Department für Botanik und Biodiversitätsforschung wurde eine „Checklist for Bulbophyllum“ erarbeitet, um die Arbeit des Zoll zu erleichtern, und eine Studie zu den Bromeliaceae im Zusammenhang mit den CITES-Listungskriterien durchgeführt. Der Botanische Garten engagiert sich neben CITES auch bei der Umsetzung der Biodiversitätskonvention (CBD), der Globalen Strategie zum Schutz der Pflanzen (GSPC) und dem International Plant Exchange Network (IPEN).

Seit einigen Jahren sind die Trockenrasenstandorte in Niederösterreich ein wichtiges Anliegen des Gartens. Neben einer Erhaltung dieses Lebensraumes setzt sich der Botanische Garten besonders für den Waldsteppen-Beifuß und den Österreichischen Drachenkopf ein. Von beiden Arten gibt es im Botanischen Garten Erhaltungszuchten und von Ersterem werden auch bereits Pflanzen im natürlichen Lebensraum ausgebracht.

## Kunst im Garten
Im Botanischen Garten gibt es derzeit drei Kunst-Installationen, die in Kooperation mit dem Institut für Landschaftskunst der Universität für angewandte Kunst Wien umgesetzt wurden. Darüber hinaus gibt es immer wieder zeitlich begrenzte Ausstellungen und Installationen von Studierenden der Universität für angewandte Kunst.

Bambusweg

Der Bambushain im Botanischen Garten sollte für die Besucher betret- und erlebbar werden, ohne den Bambus zu beschädigen; dies wurde der Klasse für Landschaftsdesign als Aufgabe gestellt. Vor dem Hintergrund der Umsetzbarkeit hat sich der Entwurf von Jessica Gaspar
und Nikola Schuberth eines durchlässigen Steges durchgesetzt und wurde umgesetzt.
Jacquin-Hain

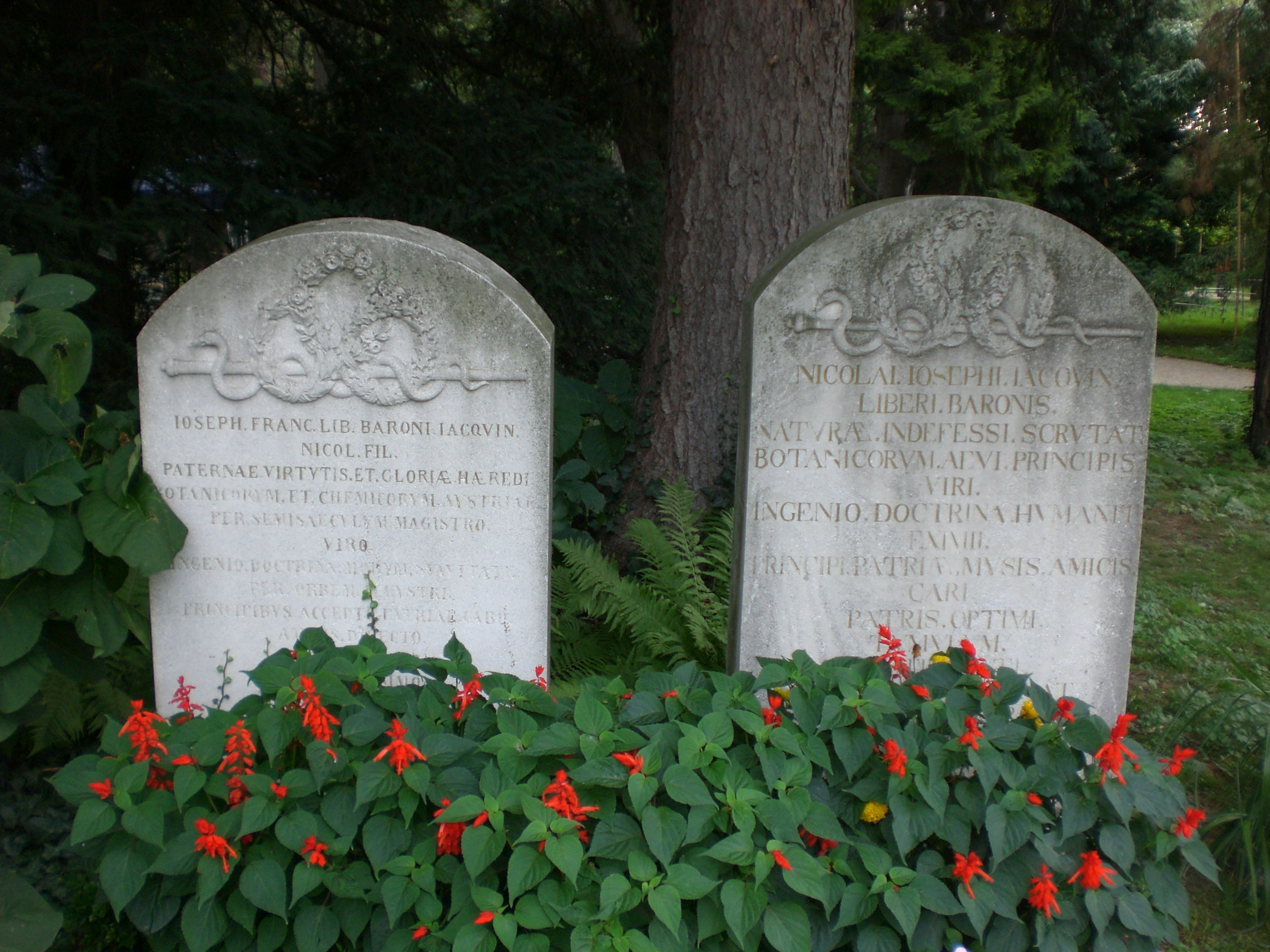
Alter Standort der Jacquin-Grabsteine im Botanischen Garten

Anlässlich des 250. Geburtstages von Nikolaus Joseph von Jacquin wurden 1977 die Grabsteine von ihm und seinem Sohn in den Botanischen Garten gebracht. Die Grabstätten lagen ursprünglich im Grabmalhain im Waldmüllerpark in Matzleinsdorf (Wien) und sind nicht erhalten. 2010 wurde von Sarah Glaser und Mario Terzic vom Institut für Landschaftskunst ein Konzept zur Neugestaltungen des Gebietes um den Jacquinbrunnen vorgelegt. Da die beiden Grabsteine an ihrem alten Standort drohten umzufallen, wurde 2011 damit begonnen ein erweitertes Konzept umzusetzen und die beiden Grabsteine wurden versetzt.
Super Hosta/Hosta Superstar

Zu Erinnerung an Nikolaus Thomas Host plante der Botanische Garten eine Installation am Eingang zum ehemaligen Host´schen Garten. Dies wurde 2011, dem 250. Geburtstag von Host, von einer Gruppe Studierenden unter Anleitung des britischen Künstlers Tony Heywood umgesetzt.

## Veranstaltungen

### Raritätenbörse
Die größte, jährlich am 3. April-Wochenende stattfindende Veranstaltung im Garten ist die Raritätenbörse. Dies ist eine vom Botanischen Garten organisierte Pflanzenbörse auf der Pflanzen gekauft werden können, die es üblicherweise nicht im Gartenhandel gibt. Die Veranstaltung begann 2002 aus Anlass einer Veranstaltung der Österreichischen Gartenbau-Gesellschaft mit damals vier Ständen. In der Folge ist die Veranstaltungen deutlich gewachsen und 2015 waren es insgesamt 99 Stände (81 Pflanzenhändler, 5 Informationsstände, 4 Catering-Stände, 2 Kinderprogramm-Stände, 1 Ausstellung und 6 Stände mit Gartenzubehör). Genaue Angaben über die Besucherzahlen an den drei Tagen liegen nicht vor. Die Raritätenbörse kann als Signature Event des Botanischen Gartens eingestuft werden.

### Gartenführungen
Im Botanischen Garten werden im Sommer in regelmäßigen Abständen kostenlose Gartenführungen angeboten, diese werden von Mitarbeitern des Gartens oder des Departments für Botanik und Biodiversitätsforschung geleitet. Darüber hinaus gibt es mit der „Grünen Schule“ eine Einrichtung die kostenpflichtige Führungen zu unterschiedlichen Themen für alle Altersgruppen und über das gesamte Jahr anbietet.

### Veranstaltungen im Kalthaus
Im Frühjahr, nach der Raritätenbörse, werden die Pflanzen der Kalthausgruppe aus dem Kalthaus in das entsprechende Freiland-Areal gebracht. Über den Sommer wird das Kalthaus dann als Veranstaltungsort für Ausstellungen und andere Veranstaltungen genutzt. Neben regelmäßigen Ausstellungen, wie der PalArt und der Wiener Schule der botanischen Illustration, gibt es auch Veranstaltungen mit wechselnden Kooperationspartnern, wie der Arche Noah oder dem Gregor-Mendel-Institut.